# Grand Clermont
Le Grand Clermont est un syndicat mixte qui est chargé de l’élaboration et de la mise en œuvre du schéma de cohérence territoriale (SCoT) situé dans le département du Puy-de-Dôme en région Auvergne-Rhône-Alpes. Il est aussi un Pôle d'équilibre territorial et rural, qui lui permet de développer des actions diverses en matière de développement territorial (ex : tourisme, environnement, accueil de nouvelles populations…).
Depuis le 1er janvier 2020, Il est composé de 104 communes incluses dans quatre intercommunalités : la métropole de Clermont-Ferrand, ainsi qu'une communauté d'agglomération et deux communautés de communes.

## Composition
Le Grand Clermont fédère 104 communes, regroupées en 4 intercommunalités, qui représentent une population totale d'environ 422 700 habitants :
- Une métropole : Clermont Auvergne Métropole (21 communes) ;
- Une communauté d'agglomération : Riom Limagne et Volcans (31 communes) ;
- Deux communautés de communes : Billom Communauté (25 communes) et Mond'Arverne Communauté (27 communes).

Le président du Syndicat mixte Le Grand Clermont est Dominique Adenot.

## Extension
Le Grand Clermont est un territoire actif où vivent 422 700 personnes. Il s'étend sur 104 communes, autour d’une grande agglomération : Clermont-Ferrand, capitale auvergnate. Il est l'alliance entre la force d’une métropole et la richesse de territoires ruraux dynamiques et rayonne bien au-delà des simples frontières de l’Auvergne.
Il s'étend s'étend sur 1 297,46 km2. 50 % du territoire est situé au sein de deux parcs naturels régionaux : le parc naturel régional des volcans d'Auvergne, à l'ouest, et le parc naturel régional Livradois-Forez, à l'est. Il est traversé par la rivière Allier.
Le Grand Clermont a une extension plus limitée que l'aire urbaine de Clermont-Ferrand, qui regroupe 182 communes et environ 492 000 habitants sur une superficie de 2 415,4 km2.

## Politique
Après trois ans de préparation et de concertation, les élus du Syndicat mixte Le Grand Clermont ont adopté le 31 mars 2010 le SCoT (schéma de cohérence territoriale), qui définit le cadre de son action future. Ce SCoT n'ayant pas été validé par le préfet, il a été enrichi puis à nouveau adopté en 2011. Après consultation des personnes publiques associées, enquête publique et signature du préfet, le SCoT du Grand Clermont est applicable depuis février 2012.